# Operculicarya decaryi
Operculicarya decaryi är en sumakväxtart som beskrevs av Joseph Marie Henry Alfred Perrier de la Bâthie. Operculicarya decaryi ingår i släktet Operculicarya och familjen sumakväxter. Inga underarter finns listade i Catalogue of Life.